# Will Hughes
William James Hughes (* 17. dubna 1995 Weybridge) je anglický profesionální fotbalista, který hraje na pozici středního záložníka za anglický klub Crystal Palace FC. Je také bývalým anglickým mládežnickým reprezentantem.

## Klubová kariéra
Svou profesionální fotbalovou kariéru zahájil v roce 2011 v klubu Derby County FC.

## Reprezentační kariéra
Will Hughes byl členem anglických reprezentací U17 a U21.